# Mucchio d'ossa
Mucchio d'ossa (Bag of Bones) è un romanzo horror scritto da Stephen King pubblicato negli USA il 22 settembre 1998 e il 24 gennaio 1999, in Italia.
Si tratta del primo romanzo dell'autore pubblicato con un nuovo editore dopo un rapporto ventennale con la Viking Press, interrotto per una questione puramente economica.
La scrittrice Amy Tan ha dichiarato che il libro è pieno della "voce arguta e ossessiva della potente immaginazione di King". Mucchio d'ossa è stato il primo libro di King a ricevere dai critici un'analisi letteraria profonda che va al di là di quella del genere horror.
I suoi temi comprendono il processo di scrittura (il personaggio principale Mike Noonan ha il blocco dello scrittore), il potere della memoria (i fantasmi del passato di Noonan come quelli di Sara Laughs, l'inquietante casa sul lago in cui egli si trasferisce) e i segreti che si celano dietro la nostra banale vita quotidiana. Un elemento umano fondamentale, tuttavia, è la lotta di una giovane vedova e di sua figlia per restare lontani dalle grinfie di Max Devore, figura di spicco della comunità.

## Trama
Il protagonista / narratore, Mike Noonan, è un affermato romanziere che vive a Derry, nel Maine, ed è colpito da un grave blocco dello scrittore, dopo la morte improvvisa della moglie Johanna (detta Jo) per un aneurisma al cervello non diagnosticato in tempo. Mike è scosso soprattutto per il test di gravidanza ritrovato addosso a sua moglie, che però non gli ha mai rivelato di essere incinta. La morte di Jo lo rende incapace di scrivere senza andare incontro ad attacchi di panico, tanto che, per mantenere l'agente e l'editore all'oscuro circa il suo blocco, Mike è costretto a recuperare alcuni romanzi inediti composti anni prima, pur di rispettare gli impegni contrattuali.
Quattro anni dopo la morte di Jo, Mike inizia ad avere incubi ricorrenti ambientati nella loro residenza estiva sul lago, nella città non registrata di TR-90. Decide di affrontare le sue paure e si dirige in quella casa, nota alla gente del luogo come Sara Laughs. In città, Mike incontra una giovane vedova, Mattie Devore, e la sua figlioletta Kyra. Il marito di Mattie era il figlio di Max Devore, un uomo ricco e influente, che non ha mai approvato il matrimonio del figlio. Max vuole la custodia di sua nipote e Mike decide di assumere un avvocato come un atto di gentilezza verso Mattie. Mentre si affeziona sempre più alla ragazza, Mike apprende da alcune persone che Jo spesso tornava in città. Quando Max Devore improvvisamente si suicida, Mattie e Kyra sembrano liberate dalla sua influenza. Mike ricomincia a scrivere, mentre sia lui che Kyra avvertono delle presenze nelle loro case. L'autore si rende conto che il fantasma di Jo lo assiste nella soluzione del mistero di Sara Tidwell, la cantante blues il cui spirito abita ancora la loro casa.

## Riferimenti ad altre opere di Stephen King
- Il vecchietto che spinge Mike Noonan a partire per una vacanza è Ralph Roberts, il protagonista del romanzo Insomnia.
- William Denbrough citato come scrittore è il protagonista di It (romanzo).
- Thad Beaumont, assieme al suo alter ego George Stark (protagonisti de La metà oscura), viene citato anch'esso come scrittore; si apprende inoltre del suo suicidio.
- Il poliziotto Norris Ridgewick, che compare alla fine del romanzo, è presente anche in Cose preziose.
- il Dark Score Lake, luogo dove si trova la residenza estiva Sara Laughs, appare anche in Il gioco di Gerald.
- Verso la fine del romanzo viene citato un paio di volte il penitenziario statale di Shawshank, lo stesso del racconto Rita Hayworth e la redenzione di Shawshank contenuto nella raccolta Stagioni Diverse.

## Edizioni
- Stephen King, Mucchio d'ossa, traduzione di Tullio Dobner, Sperling & Kupfer, 1999,  p. 607, ISBN 88-200-2792-5.